# Donkey Kong (spel)
Donkey Kong (Japans: ドンキーコング) is een van Nintendo's eerste successen, en tevens het eerste videospel waar de Nintendo-mascotte Mario (toen nog Jumpman geheten) in voorkomt.

## Verhaal
In Donkey Kong wordt Pauline gekidnapt door de grote gorilla Donkey Kong. Mario (Jumpman) is de aangewezen persoon om haar te redden en Donkey Kong uit te schakelen.
Het spel bestaat uit drie levels (de originele arcadeversie bestaat uit 4 levels) die, wanneer de speler ze alle drie heeft gehaald, zich weer herhalen, maar dan op een moeilijker niveau.
Donkey Kong zijn voornaamste wapens zijn tonnen, die hij gooit of rolt naar Mario. Van dit beeld zijn ook vaak nog parodieën terug te vinden, onder andere in The Fairly OddParents of in 100 Things to Do Before High School. Ook andere aspecten van dit spel zijn terug te vinden in latere spellen van Nintendo, waaronder de hamer in Super Smash Bros.

## Records
Anno november 2012 was Hank Chien wereldrecordhouder Donkey Kong met 1.138.600 punten. In het verleden was er een grote rivaliteit tussen Steve Wiebe en Billy Mitchell, die streden om de wereldtitel. De documentaire The King of Kong: A Fistful of Quarters (2007) bracht deze rivaliteit in beeld.
In januari 2016 werd het wereldrecord gevestigd door Wes Copeland. Hij speelde 1.190.000 punten bij elkaar na ruim 3 uur spelen. Op 2 februari 2018 verbeterde Robbie Lakeman dit record en kwam tot 1.247.700 punten.

## Vervolgen
Op dit spel zijn meerdere vervolgen gemaakt waarin Mario en Donkey Kong tegenover elkaar staan:
- Donkey Kong Jr., waarin de zoon van Donkey Kong zijn gevangen vader probeert te redden van Mario.
- Mario vs. Donkey Kong, waarin Donkey Kong speelgoed-Mario's uit een fabriek van Mario steelt.

## Platforms
| Jaar | Platform                                                    |
| ---- | ----------------------------------------------------------- |
| 1981 | Arcade                                                      |
| 1982 | Atari 2600, ColecoVision, Intellivision                     |
| 1983 | Atari 8-bit, Commodore 64, NES, PC Booter, TI-99/4A, VIC-20 |
| 1984 | Apple II                                                    |
| 1986 | Amstrad CPC, MSX, ZX Spectrum                               |
| 1988 | Atari 7800                                                  |
| 1994 | Gameboy                                                     |
| 2002 | Game Boy Advance                                            |
| 2006 | Virtual Console (Wii)                                       |
| 2007 | TRS-80 CoCo                                                 |
| 2012 | Virtual Console (3DS)                                       |
| 2013 | Virtual Console (Wii U)                                     |
| 2018 | Virtual Console (Nintendo Switch)                           |

## Ontvangst
| Beoordeeld door       | Platform         | Datum            | Score |
| --------------------- | ---------------- | ---------------- | ----- |
| Tilt                  | NES              | december 1987    | 80%   |
| The Atari Times       | Atari 7800       | 5 november 2005  | 75%   |
| Pixel-Heroes.de       | Commodore 64     | maart 2004       | 70%   |
| Pixel-Heroes.de       | Game Boy Advance | maart 2004       | 70%   |
| The Video Game Critic | Atari 2600       | 14 juli 2001     | 67%   |
| Nintendo Life         | Wii U            | 16 juli 2013     | 60%   |
| Nintendo Land         | NES              | 2003             | 60%   |
| Gaming Target         | Wii              | 19 december 2006 | 50%   |
| GameSpot              | Wii              | 21 november 2006 | 46%   |
| Jeuxvideo.com         | Game Boy Advance | 13 juli 2004     | 25%   |

## Trivia
- Het spel is opgenomen in het boek 1001 Video Games You Must Play Before You Die van Tony Mott.
- In het spel Animal Crossing kan de speler een NES-systeem bemachtigen waarop het spel Donkey Kong gespeeld kan worden.
- In de film Pixels is Donkey Kong een van de laatste uitdagingen die de hoofdpersonen moeten overwinnen.

Lijst van Donkey Kong-spellen